# 2581 Radegast
2581 Radegast este un asteroid din centura principală, descoperit pe 11 noiembrie 1980 de Zdeňka Vávrová.